# Šmu'el ha-Navi

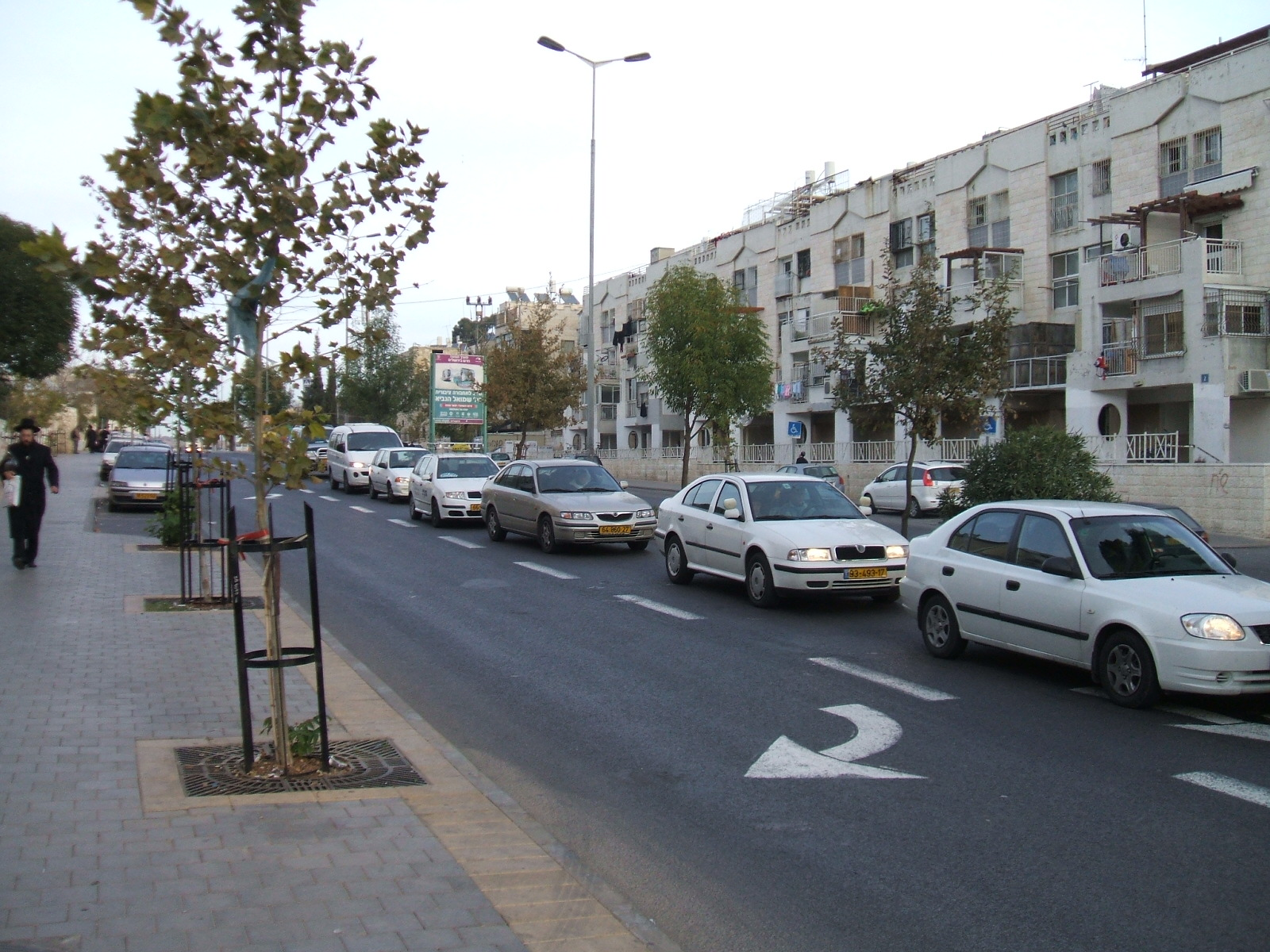
Zástavba v Šmu'el ha-Navi

Šmu'el ha-Navi (hebrejsky: שמואל הנביא, doslova Prorok Samuel) je městská čtvrť v severozápadní části Jeruzaléma v Izraeli.

## Geografie
Leží v nadmořské výšce přes 750 metrů, cca 2 kilometry severoseverozápadně od Starého Města. Na jihu s ní sousedí čtvrť Šchunat ha-Bucharim a Arzej ha-Bira, na východě Machanajim, na severu Sanhedrija, na východě Ma'alot Dafna. Leží na dotyku se Zelenou linií, která do roku 1967 rozdělovala Jeruzalém. Populace čtvrti je židovská.

## Dějiny
Vznikla v roce 1965 pro nové imigranty a obyvateli, kteří do té doby museli bydlet v provizorních přistěhovaleckých táborech. Přesunuli se sem také mnozí obyvatelé čtvrti Jemin Moše, kteří ji museli opustit kvůli chystané renovaci. Zástavba měla charakter dlouhých bytových domů s malými byty. První generace obyvatel se většinou odstěhovala jinam a čtvrť osídlili ultraortodoxní Židé z okolních čtvrtí. Mnoho původních bytů bylo zároveň sloučeno do větších bytových jednotek. Během šestidenní války v roce 1967 zde byl nástupní prostor izraelské armády před dobytím jordánských pozic v prostoru zvaném Ammunition Hill.